# Riffa
Riffa (arabă الرفاع) este un oraș situat în partea de nord a Bahrainului. La recensământul din 2001 a înregistrat 79.550 locuitori. Localitatea este împărțită în orașele Riffa de Vest și Riffa de Est. Fort (sec. al XVII-lea).